# Dom przy Sienkiewicza 7 w Kole
Dom przy Sienkiewicza 7 w Kole – zabytkowy budynek w Kole. Pochodzi z 1912 roku. Położony na terenie osiedla Warszawskiego.
21 grudnia 1998 roku został wpisany do rejestru zabytków.

## Informacje ogólne
Dwukondygnacyjny budynek o cechach klasycystycznych wybudowany został w 1912 roku. Położony jest na rogu ulic Sienkiewicza i ul. Freudenreicha. Znajduje się w sąsiedztwie fabryki fajansu. 
W latach 1961–1991 w budynku działał internat Technikum Ekonomicznego. W internacie dostępnych było 55 miejsc, czasem mieszkało w nim jednak aż 60 osób. W 1977 roku piwnica budynku została zaadaptowana na świetlicę.
Do 1986 roku przy ul. Zielonej zlokalizowany był klasycystyczny dworek z przełomu XVIII i XIX wieku, który architekturą przypominał dworek z ul. Sienkiewicza.